# Matías Omar Degra
Matias Omar Degra (n. 18 iunie 1983) este un fotbalist argentinian care evoluează pe postul de portar la clubul Deportivo Pereira.

## Palmares
AEL Limassol
- Prima Divizie Cipriotă: 2011-12